# Jaume Peracaula i Roura
Jaume Peracaula y Roura (Salt, Gironès, 16 de febrero de 1945) es un director de fotografía español nacido en Caltaluña.
Estudió Ingeniería Técnica Industrial en la Universidad Laboral de Tarragona (donde coincidió con Joan Manuel Serrat), de Ciencias de la Información y de Psicología Clínica, sin acabar ninguna carrera. El 1957 rodó su primer cortometraje como guionista, cámara y director en el Departamento de Humanidades de la Universidad Laboral de Tarragona. Entre 1958 y 1962 participa en varios concursos fotográficos y entre 1965 y 1975 trabajó en el departamento de fotografía de los Estudios Miramar de TVE en Cataluña, donde fue operador y realizador de reportajes para el programa El mundo del deporte.
En 1962 participa en el cortometraje El pobrecito, de Jordi Lladó que obtiene el primer premio en el Festival de Cine Amateur de Blanes, y el 1968 fue asistente de dirección en el cortometraje documental El mundo de Fructuoso Gelabert de Juan Francisco de Lasa. Durante la década del 1970 se dedicó plenamente a la fotografía cinematográfica, y participó en cortometrajes y documentales de jóvenes directores noveles, como Agustí Villaronga (Anta, mujer, 1974) o Jordi Lladó (Aullidos, 1972 o Un laberinto, 1970).  En enero de 1973, se transmite en TVE el programa musical en catalán Lluís Llach, de cuya cámara fue responsable y que filmó en Gerona provincia a colores y en blanco y negro, bajo la dirección de Lluís Maria Güell.  En 1975 debutó como auxiliar de dirección La muerte del escorpión de Gonzalo Herralde, y el 1976 como segundo operador a La oscura historia de la prima Montse de Jordi Cadena. Esto lo permitiría hacerse un nombre como segundo operador a las principales películas de Bigas Luna: Bilbao (1978), Caniche (1979) y Reborn (1981).
Durante la década de los 1980 colaboró principalmente con Agustí Villaronga, con el que fue director de fotografía a Tras el cristal (1985) y El niño de la luna (1988), con la que fue candidato por primera vez al Goya a la mejor fotografía. El 1983 colaboró en la puesta en marcha de TV3 encargándose de su Departamento de Enseñanza de la Imagen. A la vez trabajó como profesor de fotografía en la Escuela Internacional de Cine y Televisión (EICTV) de San Antonio de Los Baños (Cuba), presidida por Gabriel García Márquez, en la Universidad Politécnica de Cataluña y en l'ESCAC. A la vez, ha traducido al castellano del libro de memorias de Néstor Almendros Memorias de una cámara (1982). También colaboró en los programas Digui, digui... (1984) y Àngel Casas Show (1985) de TV3 y a Delirios de amor (1989) de TVE.
Después de participar a La blanca paloma (1989) se trasladó a Madrid, donde colaboró en las películas de Mario Camus Después del sueño (1992); Amor propio (1994); Adosados (1996) y El color de las nubes (1997), con la que ganó el Goya a la mejor fotografía.

## Filmografía
- 1977: La oscura historia de la prima Montse
- 1978: Bilbao
- 1978: Los violadores del amanecer
- 1978: La verdad sobre el caso Savolta
- 1979: Caniche
- 1979: El asesino de Pedralbes
- 1980: Mater amatísima
- 1980: Barcelona sur
- 1981: La rebelión de los pájaros
- 1982: Interior rojo
- 1984: Últimas tardes con Teresa
- 1987: Tras el cristal
- 1989: El niño de la luna
- 1989: La blanca paloma
- 1990: Lo más natural
- 1991: Catorce estaciones
- 1992: Después del sueño
- 1994: Amor propio
- 1995: La nave de los locos
- 1996: Adosados
- 1997: El crimen del cine Oriente
- 1997: El color de las nubes
- 1998: El regreso del Coyote
- 2000: Sin vergüenza
- 2002: La playa de los galgos
- 2002: Besos de gato
- 2004: Inconscientes
- 2006: El coronel Macià
- 2011: La Trinca: la biografía no autorizada

- Datos: Q66921455